# Pyramide de Mérenrê Ier
La pyramide de Mérenrê Ier est une pyramide de type à faces lisses située à Saqqarah en Égypte. Le pharaon Mérenrê Ier choisit, pour faire édifier sa sépulture, un emplacement à peu de distance au sud-ouest de la pyramide de son prédécesseur Pépi Ier. La pyramide fut explorée pour la première fois en 1880 puis bien plus tard de 1971 à 1980. Elle possède la particularité d'être une pyramide à textes située au sein d'un complexe funéraire qui ne fut, au vu des fouilles les plus récentes, sans doute pas achevé.

## L'exploration du monument

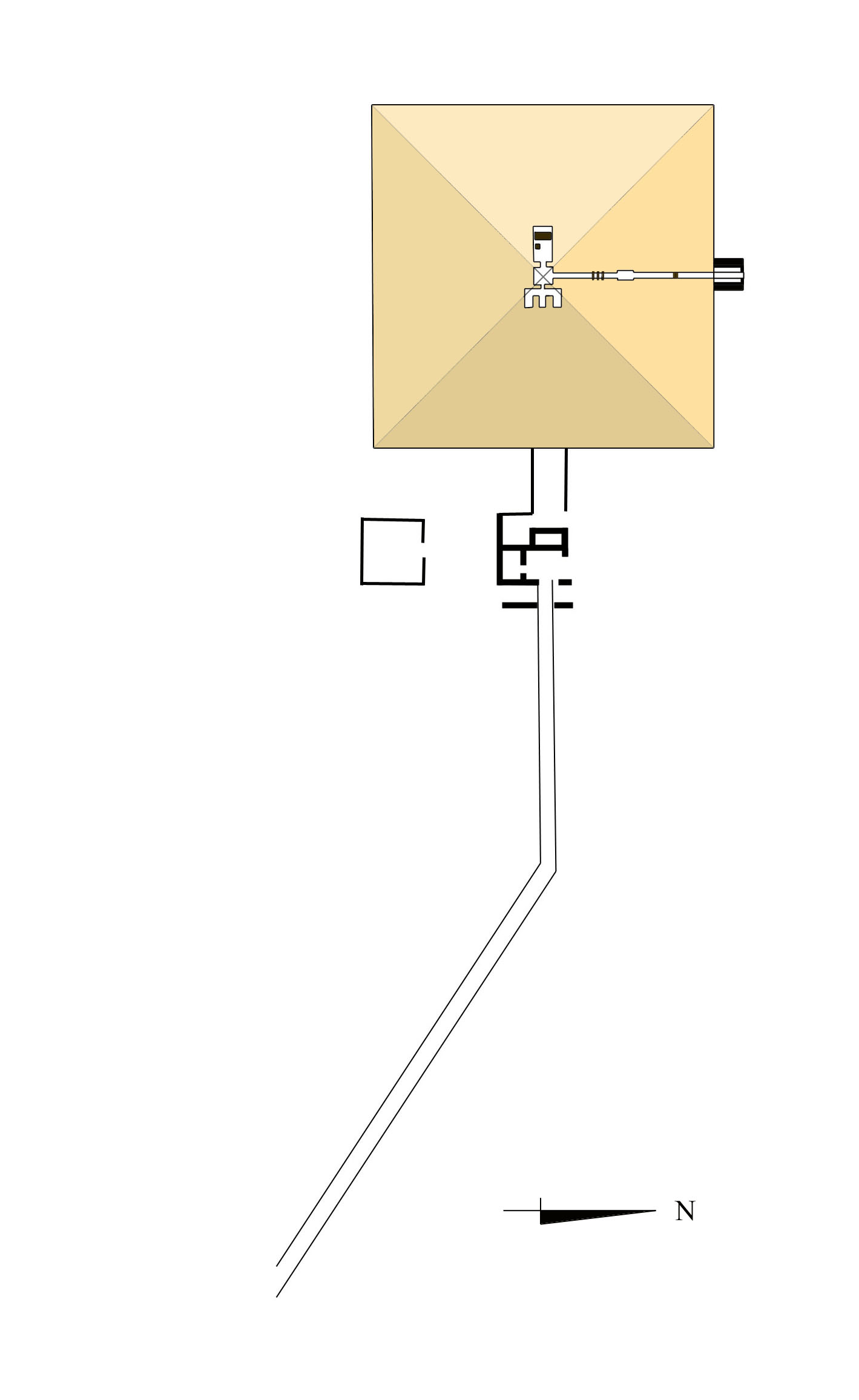
Plan du complexe funéraire

Le complexe funéraire n'a pas encore été exploré et étudié dans son intégralité. La pyramide fut ouverte en 1880 à la demande d'Auguste Mariette. L'exploration fut menée l'année suivante par les frères Émile et Heinrich Brugsch. Celle-ci apporta à Auguste Mariette, avant qu'il ne s'éteignît, la confirmation de l'existence des textes des pyramides. Les frères Brugsch découvrirent également, gisant près du sarcophage, les restes d'une momie. Celles-ci fut transportée non sans encombre puisque qu'un accident la brisa en deux morceaux. Bien que certaines mentionnent qu'elle fut entreposée au musée de Berlin et qu'elle disparut durant la Seconde Guerre mondiale, aucune preuve ne vient étayer cette histoire. Au contraire, elle est conservée au Musée Imhotep à Saqqarah.Gaston Maspero dressa des plans des appartements funéraires. De nouvelles fouilles furent entreprises par Jean-Philippe Lauer et Audran Labrousse de 1971 à 1980.

## La pyramide

### La superstructure
Bien que l'explorateur anglais John Shae Perring dît avoir observé des blocs de pierres du parement, aucun ne subsiste aujourd'hui. La pyramide avait à l'origine une base de 78,60 mètres (150 coudées) et une hauteur de 52,40 mètres (100 coudées) correspondant aux dimensions de la plupart des pyramides à textes.

### L'infrastructure
Le plan et la conception des appartements funéraires suivent très exactement ceux établis sous le règne du pharaon Ounas et sont typiques des pyramides de la VIe dynastie. Le couloir d'accès aux appartements voit son entrée flanquée au pied de la face nord de la pyramide, sous le seuil de la chapelle accolée contre celle-ci. Cette descenderie, d'une longueur de 14,40 mètres, comporte un bouchon de granite encore en place derrière lequel la partie inférieure du couloir fut sans doute obstruée sur toute sa longueur par de gros blocs de calcaire. Ces blocs ayant disparu et le bouchon de granit contourné par un passage de voleur, il est désormais aisé de parvenir jusqu'au vestibule précédant la chambre aux herses. Cette chambre est parfaite de conception puisque, pour la première fois dans ce type de pyramide, elle fut entièrement exécutée en granite. D'une longueur totale de 7,50 mètres, la chambre est couverte d'un seul bloc de calcaire de plus de 46 tonnes. Les herses, obstruant jusqu'alors le passage, ont été relevées en 1972.

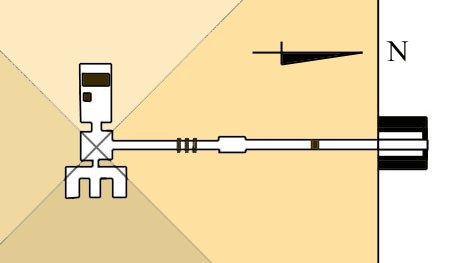
Plan des appartements funéraires

Ce passage franchi, le visiteur doit longer un couloir sur plus de dix mètres. Ce couloir contient en son extrémité sud une ceinture de granit. Ce passage est couvert par un énorme bloc de granit pesant plus de 55 tonnes (le plus gros pour ce type de couvrement). La finalité de ce système, longtemps débattue, a pu être expliquée « grâce » au très mauvais état de certaines pyramides. Ce passage fut conçu en granit afin de supporter les énormes charges déversées par les voûtes en chevrons de l'antichambre menaçant d'écraser cette partie du couloir d'accès. Les appartements funéraires adoptent un plan classique consistant en un serdab, une antichambre et la chambre funéraire, orientés suivant l'axe est-ouest. L'antichambre dont le plan a une base rectangulaire de 3,70 mètres et 3,10 mètres de côtés ne comporte qu'une erreur minime de 1 cm. Elle est couverte par une voûte en chevrons peinte d'un ciel étoilé, les étoiles toutes orientées vers l'ouest. L'étude a révélé que cette voûte devait originellement être sculptée en léger creux, à l'instar de celle de la chambre funéraire, mais qu'elle fut finalement peinte sans doute à cause de l'achèvement en hâte du complexe funéraire, provoqué par la mort prématurée du souverain. La chambre funéraire contient un sarcophage avec une momie qui a été attribuée au roi. Elle serait donc la seule momie royale de l'Ancien Empire qui nous soit parvenue. 
Le serdab, situé à l'est de l'antichambre et de plan classique, n'en est pas moins exceptionnel de par sa conception en mégalithes d'une taille extraordinaire. En effet, l'un des blocs assurant la couverture est d'une longueur de neuf mètres et pèse plus de 100 tonnes. La chambre funéraire est située à l'ouest de l'antichambre. Elle contient toujours un sarcophage avec son couvercle, tous les deux en grauwacke. La cuve à canopes, encastrée dans le sol de la chambre, est en granit et son couvercle (très probablement improvisé dans une chute de couvercle de sarcophage) en grauwacke. Le sarcophage est d'une grande qualité d'exécution et fut gravé en léger creux sur ses quatre faces par une ligne de légendes royales. Cette inscription fut, d'après les traces relevées sur le sarcophage, couverte d'une fine pellicule d'or.
La chambre funéraire, à l'instar de l'antichambre fut décorée sur ses parois, des textes des pyramides. Le couloir d'accès comportait également des textes mais seulement sur sa partie horizontale. La descenderie et le serdab sont anépigraphes contrairement au principe de son prédécesseur Pépi Ier qui fit décorer toutes les parois de ses appartements funéraires.

## La chapelle
La chapelle, accolée contre la face nord de la pyramide, a livré de très nombreux fragments gravés.